# 12a Divisió (Exèrcit Popular de la República)
La 12a Divisió va ser una de les divisions de l'Exèrcit Popular de la República que es van organitzar durant la Guerra Civil espanyola sobre la base de les Brigades Mixtes. Va estar desplegada al front de Guadalajara.

## Historial
La unitat va ser creada el febrer de 1937 a partir de les milícies i unitats militars que cobrien el front de Guadalajara. Inicialment la 12a Divisió, sota el comandament del tinent coronel Víctor Lacalle Seminario, comptava amb 10.000 homes, 7500 fusells, 220 fusells metralladors, 180 metralladores pesants, 50 morters i 22 peces d'artilleria.
El 8 de març la divisió va haver de fer front a una gran ofensiva en la batalla de Guadalajara del Corpo Truppe Volontarie en el sector, a la qual es va veure obligada a retirar-se. Des de Madrid es van enviar reforços, consistents en les divisions 11a i 14a; totes aquestes divisions —incloent la 12a— es van integrar el nou IV Cos d'Exèrcit sota el comandament del coronel Enrique Jurado. El tinent coronel Lacalle, enutjat de no haver estat nomenat comandant del nou Cos d'Exèrcit, va dimitir i va ser substituït pel interbrigadista italià Nino Nanetti. La divisió va intervenir en el contraatac republicà amb les forces republicanes, que van posar en fugida el flamant Corpo Truppe Volontarie. Nino Nanetti es va distingir al capdavant de la 12a Divisió, que va continuar combatent fins a final de març. Durant la resta de la contesa va romandre al secundari Front de Guadalajara, sense prendre part en operacions rellevants.
El març de 1939 forces a 12a Divisió van intervenir en el Cop de Casado a favor de la revolta. El propi cap de la unitat, Liberino González, es va fer temporalment amb les regnes del IV Cos d'Exèrcit. Les forces de la 12a Divisió es van traslladar des de les seves posicions originals i van ocupar les localitats de Torrejón de Ardoz i Alcalá de Henares. A la fi de març la rendició de tot les forces de l'Exèrcit del Centre va suposar la dissolució de la divisió.

## Comandaments
Comandants
- Tinent coronel Víctor Lacalle, des del 28 de febrer de 1937;
- Major de milícies Nino Nanetti,[8] des del 13 de març de 1937;
- Tinent de carabiners Esteban Rovira Pacheco,[9] des del 15 de maig de 1937;
- Comandant d'infanteria Francisco Jiménez Durán,[10] des de desembre de 1937;
- Major de milícies Liberino González González, des del 30 d'abril de 1938;

Comissari
- Antonio Asensio Lozano, del PSOE;[11][n. 1]

Caps d'Estat Major
- comandant d'infanteria Juan Jiménez Esteban;
- capità de milícies José Luis Vázquez Egea (des de desembre de 1937);
- comandant d'infanteria Francisco Costell Salido (des de març de 1938);
- capità de milícies José Luis Vázquez Egea;

## Ordre de batalla
| Data              | Cos d'Exèrcit adscrit | Brigades Mixtes integrades | Front de batalla |
| ----------------- | --------------------- | -------------------------- | ---------------- |
| Febrer de 1937    | IV Cos d'Exèrcit      | 48a, 49a, 50a, 71a i 72a   | Guadalajara      |
| Marzo de 1937     | IV Cos d'Exèrcit      | 49a, 50a, 71a i 35a        | Guadalajara      |
| 2 d'abril de 1937 | IV Cos d'Exèrcit      | 35a, 49a i 50a             | Guadalajara      |
| Desembre de 1937  | IV Cos d'Exèrcit      | 35a, 50a, 90a              | Guadalajara      |
| Novembre de 1938  | IV Cos d'Exèrcit      | 50a i 90a                  | Guadalajara      |
| Marzo de 1939     | IV Cos d'Exèrcit      | 35a i 98a                  | Guadalajara      |